# Amandla Stenberg
Amandla Stenberg (Los Angeles, 23 de Outubro de 1998) é uma atriz americana-dinamarquesa.

## Início da vida
Amandla (que significa "poder" em Zulu) Stenberg nasceu Los Angeles, Califórnia. Sua mãe é Afro-Americana e seu pai é dinamarquês. Sua avó paterna era da Groenlândia e tinha ancestralidade Inuit.
Com quatro anos de idade, começou a fazer book de modelo para Disney. Ela já apareceu em comerciais americanos para McDonald, Kmart, e muito mais.

## Carreira
Em 2011, protagonizou seu primeiro filme, Colombiana, como uma versão jovem da personagem de Zoe Saldana. Amandla subiu na carreira quando atuou como Rue no filme de 2012, Jogos Vorazes, baseado na série de livros de Suzanne Collins. Jogos Vorazes foi dirigido por Gary Ross e também é estrelado por Jennifer Lawrence, Josh Hutcherson e Liam Hemsworth.
Em 2017, foi protagonista do filme Everything, Everything ou Tudo e Todas as Coisas, ao lado de Nick Robinson.
Também foi protagonista da adaptação cinematográfica de outra obra literária, The Hate U Give ou O Ódio que você Semeia, publicado, no Brasil, pela editora Galera Record.

## Caridade
Amandla tem envolvimento com Share Our Strength, uma organização que trabalha para acabar com a fome infantil no Estados Unidos.  Amandla expressou seus sentimentos sobre a fome dizendo: "O alimento é uma necessidade básica do ser humano. E eu só sei que nós podemos fornecer para cada criança neste país."

## Vida pessoal
Amandla é uma pessoa não binária.
Durante 2020, Stenberg viveu em Copenhagen durante três meses para manter a sua cidadania dinamarquesa.

## Filmografia

### Filme
| Ano  | Título                 | Personagem     |
| ---- | ---------------------- | -------------- |
| 2011 | Colombiana             | Jovem Cataleya |
| 2012 | A Taste of Romance     | Taylor         |
| 2012 | The Hunger Games       | Rue            |
| 2014 | Premonição             | Mila           |
| 2014 | Rio 2                  | Bia            |
| 2016 | As You Are             | Sarah          |
| 2016 | Lemonade               | Ela mesma      |
| 2017 | Everything, Everything | Maddy Whitter  |
| 2018 | The Darkest Minds      | Ruby Daly      |
| 2018 | The Hate U Give        | Starr Carter   |
| 2018 | Where Hands Touch      | Leyna          |
| 2021 | Dear Evan Hansen       | Alana Beck     |
| 2022 | Bodies Bodies Bodies   | Sophie         |

### Televisão
| Ano     | Título             | Papel             | Notas                           |
| ------- | ------------------ | ----------------- | ------------------------------- |
| 2012    | A Taste of Romance | Taylor            | Filme televisivo                |
| 2013–14 | Sleepy Hollow      | Macey Irving      | 4 episódios                     |
| 2015    | Mr. Robinson       | Halle Foster      | 6 episódios                     |
| 2017    | Neo Yokio          | Helenist          | Episódio: "O, the Helenists..." |
| 2019    | Drunk History      | Elizabeth Eckford | Episódio: "Trailblazers"        |
| 2020    | The Eddy           | Julie             | Papel principal                 |
| 2024    | The Acolyte        | Osha/Mae Aniseya  | Papel principal                 |